# 旬 (単位)
旬（じゅん）は、時間の単位の1つで、10日間のことである。旬間（じゅんかん）ともいう。

## 概説
1か月の日数である30は10で割り切れるので、10日間を3回繰り返すと1か月になる。そこから、1つの月を3つに分けた期間も「旬」と呼び、1日から10日までを上旬（じょうじゅん、初旬（しょじゅん）とも）、11日から20日までを中旬（ちゅうじゅん）、21日から月末までを下旬（げじゅん、末旬（まつじゅん）とも）という。上旬・中旬は10日間であるが、下旬は月によって異なり、旧暦（中国暦や和暦）では9日間または10日間、新暦（グレゴリオ暦）では原則として10日間か11日間で2月のみ8日間か9日間である。
「旬」という単位は中国の夏朝には既に存在しており、甲骨文に「旬間」の文字が見える。旬の起源は、古代に十干で日を表していたことによるものと考えられる。
これを転用して、10年間（十年紀）のことを旬年（じゅんねん）ともいう。また、10か月のことは旬月（じゅんげつ）という表現もある。
フランスで1793年11月24日から1805年12月31日まで（グレゴリオ暦）施行されたフランス革命暦では、旬と同様、1か月が10日ずつの3つのデカード (décade) に分けられた。デカードは、旬または週と訳される。なおフランス革命暦では、1か月は常に30日なので、デカードも常に10日である。
日本には五十日（ごとおび）の習慣があり、これに沿って給料日などが設けられている。
古代メソポタミアに登場したアッシリアには、5日間を単位とする「五曜」制度があった。